# Legge

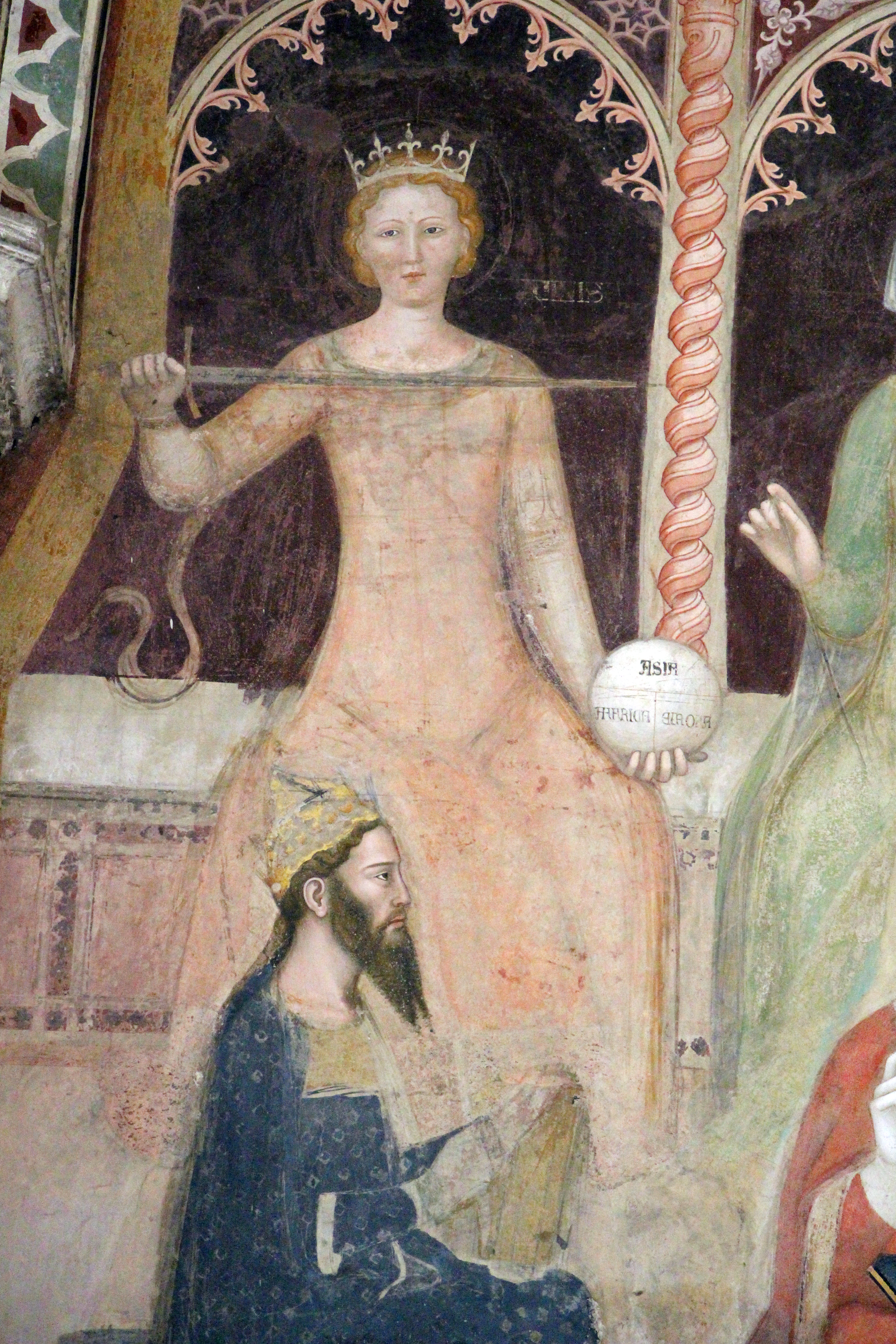
Allegoria della “Legge Civile” e ritratto di Giustiniano, dettaglio delle “Scienze ed Arti”, parte sottostante del grande affresco intitolato Trionfo di San Tommaso d'Aquino, opera del Bonaiuti, del Cappellone degli Spagnoli a Firenze.

La legge (dal latino lex, atto normativo) è un concetto che si lega a vari campi scientifici e tecnici.

## Nelle varie discipline
- Nella matematica e nella logica matematica, una legge è un'affermazione provata a partire da un insieme di ipotesi di partenza, ed ha valore assoluto nell'ambito di validità delle dette ipotesi. Più correttamente le "leggi" sono chiamate teoremi.
- Nella fisica, nella chimica e in altre scienze per le quali è possibile applicare metodi sperimentali rigorosi (quali ripetizione della misura, inequivoca identificazione delle condizioni al contorno) la legge è una relazione di tipo matematico che lega due o più grandezze misurabili; può essere il risultato di un modello teorico supportato da dati sperimentali, oppure una pura formalizzazione di regolarità osservate sperimentalmente che acquista valore predittivo per eventi simili, entro limiti ben definiti.
- In probabilità però per legge di una variabile aleatoria si intende una particolare funzione che ne descrive il comportamento.
- Nel diritto, il termine legge ha vari significati, tra cui quello di fonte di norma giuridica e di atto normativo.
- In altre scienze, come (per esempio, ma non solo) in economia, nelle scienze sociali, biologiche e mediche, la legge è più spesso un concetto assertivo generalmente descrittivo di talune regolarità riscontrabili nel mondo reale, per lo più empiricamente desunte da rilevazione sperimentale o storica, e che viene ad assumere un valore predittivo.

In ambito giuridico o sperimentale, la legge è dunque una formula che abbia raggiunto la necessaria efficacia espressiva per registrare e/o prevedere andamenti e/o comportamenti, secondo una sintesi effettuata ex ante nel caso della legge giuridica (poiché la legge precede la sua successiva osservanza), o ex post nel caso della legge empirica (poiché la legge segue la rilevazione sperimentale di una regolarità). Le leggi puramente matematiche, d'altra parte, hanno una validità assoluta e atemporale che mal si riconduce alla precedente definizione.

## Distinzione per modo di produzione
- La legge giuridica è "autoritativa", poiché emanata da un soggetto in genere validamente legittimato a farlo (elemento che vale anche, per esempio, per un dittatore, che ha una legittimazione di fatto).
- La legge sperimentale può invece essere "ricettiva", quando formulata in base a dati empirici dai quali si riceve una indicazione di aspettativa per casi futuri, che si fonda sulla verificata uniforme ripetibilità di eventi attesi.

Per le leggi scientifiche è però frequente il caso di teorie che vengono derivate da necessità logiche o "estetiche", e sono solo lontanamente derivate dall'osservazione di dati sperimentali, e le cui capacità predittive si estendono ben oltre la casistica dalla quale sono state derivate - basti pensare alla Relatività generale.
- La legge matematica è altrettanto (se non in maggior misura) "autoritativa", in quanto derivata in modo non confutabile dalle ipotesi (per es. la legge di Pitagora ha validità assoluta, seppur ristretta all'ambito della geometria euclidea).

## Distinzione per gli effetti
- La legge giuridica è "sanzionatoria", prevedendo la produzione di conseguenze alla realizzazione della fattispecie concreta (da intendersi anche, e forse più frequentemente, a contrario, per il caso di mancata osservanza della prescrizione), secondo uno schema "precetto-sanzione",:se accade "A" (precetto), si produce "B" (sanzione).
- La legge sperimentale è "predittiva", prevedendo il verificarsi di eventi futuri conformi agli eventi passati, entro i limiti di validità della legge stessa. In diversi ambiti può essere o meno accettabile il verificarsi di eccezioni, che possono quindi rimanere semplicemente classificati come tali, o richiedere una revisione dei limiti di applicabilità della legge ed eventualmente la formulazione di una legge più generale che riesca a includerli.
- La legge matematica è "assoluta", e il suo unico effetto è di costituire la base di ulteriori teoremi. La violazione di una legge matematica semplicemente non è contemplata: l'identificazione di un caso in cui la legge non si applica implica che la legge non è stata dimostrata correttamente (e quindi la legge "non esiste"), o che certe ipotesi alla sua base non sono state identificate ed esplicitate (per esempio, il teorema di Pitagora si applica solamente alla geometria euclidea, ipotesi implicita che è stata identificata solo con la scoperta della geometria non euclidea).

## La legge giuridica
Il termine legge viene usato nel diritto con una molteplicità di significati. Può, infatti, designare:
- la norma giuridica;
- l'atto normativo (legge in senso materiale);
- l'atto giuridico attraverso il quale il potere legislativo esercita la sua funzione (legge in senso formale);
- l'insieme delle norme giuridiche che costituiscono l'ordinamento giuridico, ossia il diritto oggettivo.

Di questi significati, i primi due e l'ultimo possono essere riferiti anche ad ordinamenti diversi dallo stato, mentre il terzo è riferibile ai soli ordinamenti statali e, più precisamente, di quegli Stati nei quali vige il principio della separazione dei poteri e, quindi, c'è un potere legislativo separato dagli altri poteri di uno Stato di diritto.

## Nelle tre religioni monoteiste
Nella visione biblica, cristiana ed islamica del mondo e della vita, il concetto di legge è inteso come legge stabilita da Dio creatore dell'universo, pur riconoscendosi in genere il rispetto delle leggi umane.
Nel cattolicesimo, questa gerarchia delle fonti del diritto è descritta nel concetto di legge morale naturale.

## Scienza e filosofia della scienza
- Metodo scientifico
- Legge fisica
- Teorema
- Falsificabilità